# 운염도
운염도(雲廉島) 또는 운렴도는 인천광역시 중구 중산동의 유인도로, 영종대교 남쪽에 있다. 1960년대까지는 운겸도(雲兼島)로 불리었다.
현재는 소운염도, 매도와 함께 매립되어 섬 주변에 매립된 간석지가 인천 북항 준설투기장으로 쓰이고 있고, 해양공원인 영종드림아일랜드 예정지이다. 인천국제공항고속도로 영종대교 하부 도로 상에 지어진 한상 나들목과, 인천국제공항고속도로 옆에 만들어진 작은 길로 영종도에서 오갈 수 있다.

## 같이 보기
- 소운염도
- 매도